# NetBSD
NetBSD è un sistema operativo Unix-like derivato da BSD UNIX altamente portabile, gratuito, disponibile per molte piattaforme, dai server alpha a 64 bit fino ai dispositivi palmari. Il suo design pulito e le sue caratteristiche avanzate lo rendono idoneo a ambiti sia produttivi sia di ricerca. È completamente disponibile in forma sorgente ed ha una ricca dotazione di applicazioni.

## Origini
La prima versione di NetBSD (0.8) risale all'agosto del 1993 e deriva dal sistema operativo 4.3BSD NET/2, una versione di Unix sviluppata all'Università della California di Berkeley BSD (Berkeley Software Distribution) e dal sistema 386BSD, il primo port per sistemi Intel 386. In seguito sono state integrate le modifiche provenienti dal sistema 4.4BSD Lite, l'ultima distribuzione ufficiale del gruppo di sviluppatori di Berkeley prima dello scioglimento. Il ramo BSD di Unix ha avuto una grande importanza nella storia di questo sistema operativo, al quale ha contribuito con svariate innovazioni che oggi fanno parte di tutti i sistemi Unix (l'editor vi, la C shell, il job control, il Berkeley fast file system, l'integrazione del TCP/IP, tanto per menzionarne alcune). Questa tradizione di sviluppo e di ricerca sopravvive oggi nei sistemi BSD (sia gratuiti sia commerciali) e, in particolare, in NetBSD.

## Caratteristiche
NetBSD funziona su una vasta gamma di piattaforme hardware ed è molto portabile. Con NetBSD viene fornito il codice sorgente dell'intero sistema operativo per tutte le piattaforme supportate. Senza dilungarsi in eccessivi dettagli, per i quali si rimanda senz'altro al sito ufficiale del progetto NetBSD, le caratteristiche fondamentali di questo sistema operativo sono le seguenti
- Estrema portabilità (oltre 50 piattaforme supportate)
- Qualità e correttezza del codice
- Aderenza agli standard
- Ricerca e innovazione

Le caratteristiche appena menzionate portano dei vantaggi anche indiretti. Per esempio, chi lavora su una piattaforma sola potrebbe non essere interessato alla portabilità; in realtà, però, la portabilità è strettamente legata alla qualità del codice: non sarebbe possibile supportare tutte queste piattaforme se il codice non fosse ben scritto e ben organizzato. L'attenzione verso l'aspetto architetturale e qualitativo del sistema viene ripagata con le grandi potenzialità del suo codice e la qualità dei suoi driver e quindi interessa tutti gli utenti.
Una delle caratteristiche del sistema è quella di non accontentarsi di implementazioni parziali: "se deve essere fatto, deve essere fatto bene"; il panorama informatico già tristemente abbonda di esempi di programmi e sistemi operativi ipersviluppati e pieni di errori che collassano sotto il proprio stesso peso. Ha il suo proprio file system in user space, PUFFS (Pass-to-Userspace Framework File System) che è uno strato compatibile con FUSE chiamato refuse.

## Destinatari
Secondo quanto compare sul sito di NetBSD, i suoi destinatari sono i professionisti, gli appassionati e i ricercatori che vogliono un sistema stabile che privilegi la qualità. Ma anche chi vuole imparare a usare Unix troverà in NetBSD la piattaforma ideale, soprattutto per la sua aderenza agli standard (uno degli scopi del progetto) e, infine, chi ha bisogno di una piattaforma Unix disponibile su una grande varietà di macchine, non può trovare migliore alleato di NetBSD.
Un'altra caratteristica interessante di NetBSD è la possibilità di riutilizzare sistemi hardware considerati obsoleti per la maggior parte dei sistemi operativi: questo ne fa un'ottima piattaforma per apprendere Unix. Come dire "non c'è bisogno di comprare nuovo hardware per avere la vostra versione di Unix in funzione: potete tranquillamente riutilizzare il vecchio MacIIcx che avete in soffitta".

## Galleria d'immagini

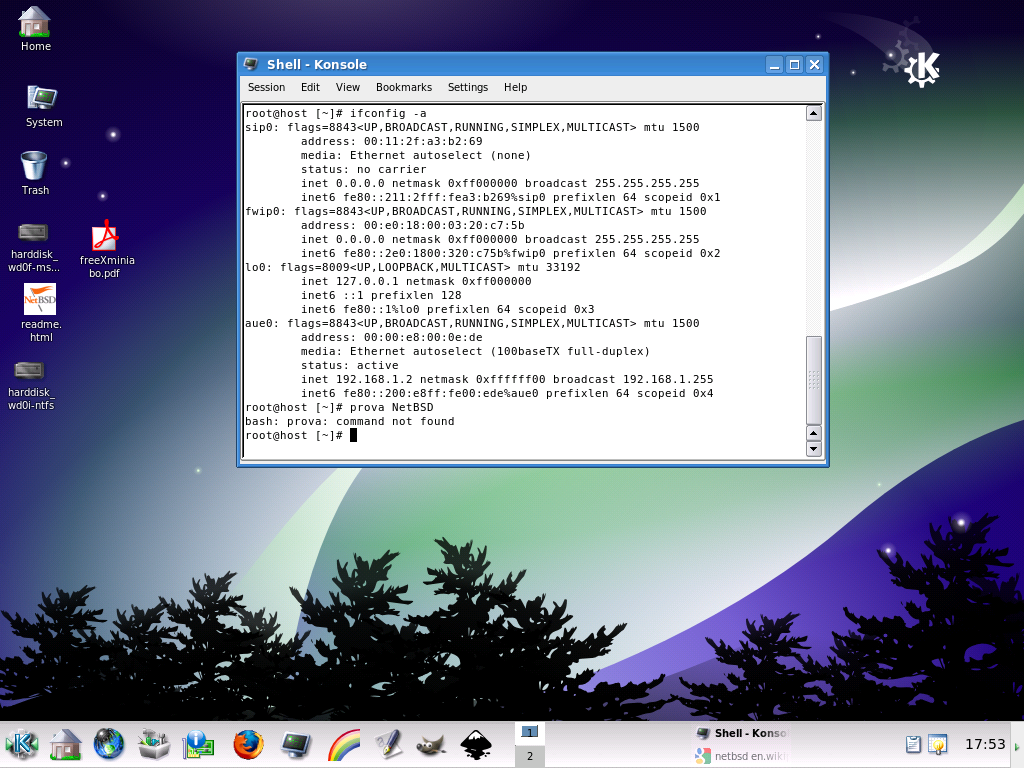
Applicazioni da Konsole
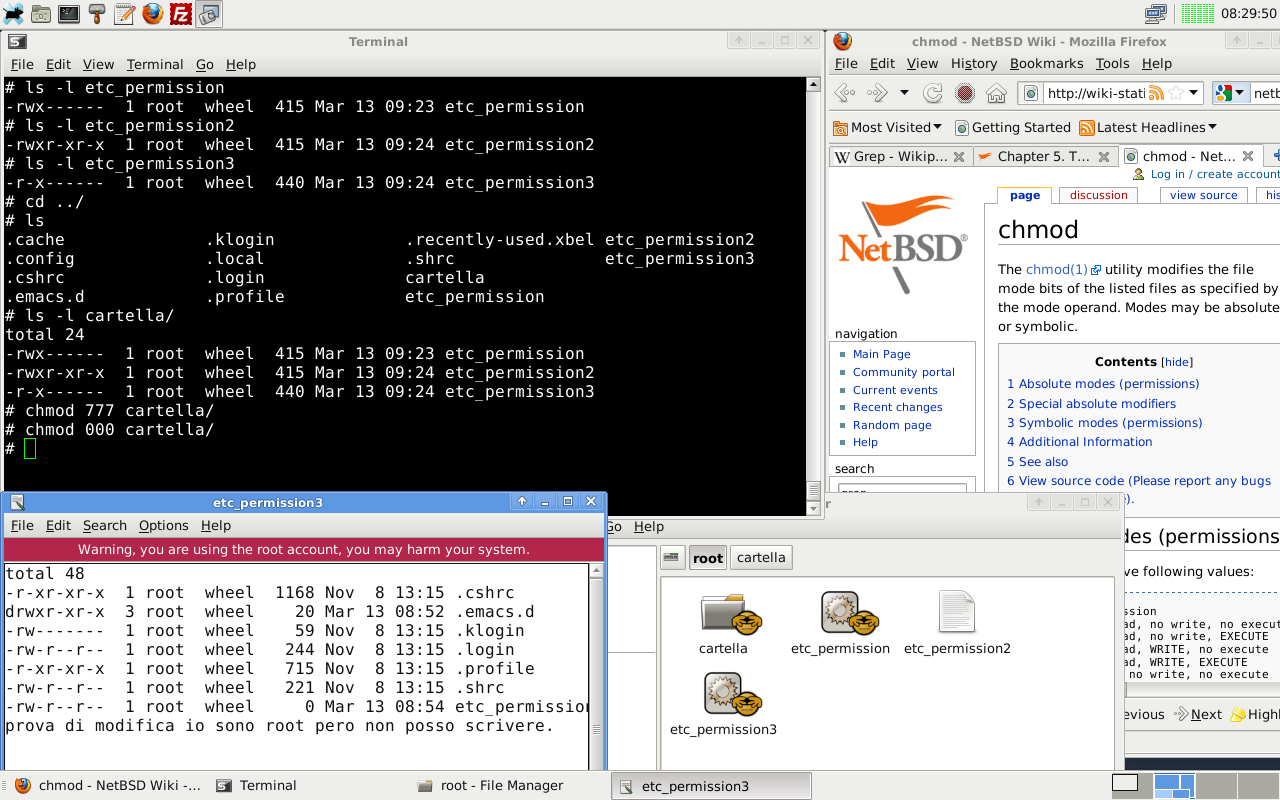
Utilizzo di chmod
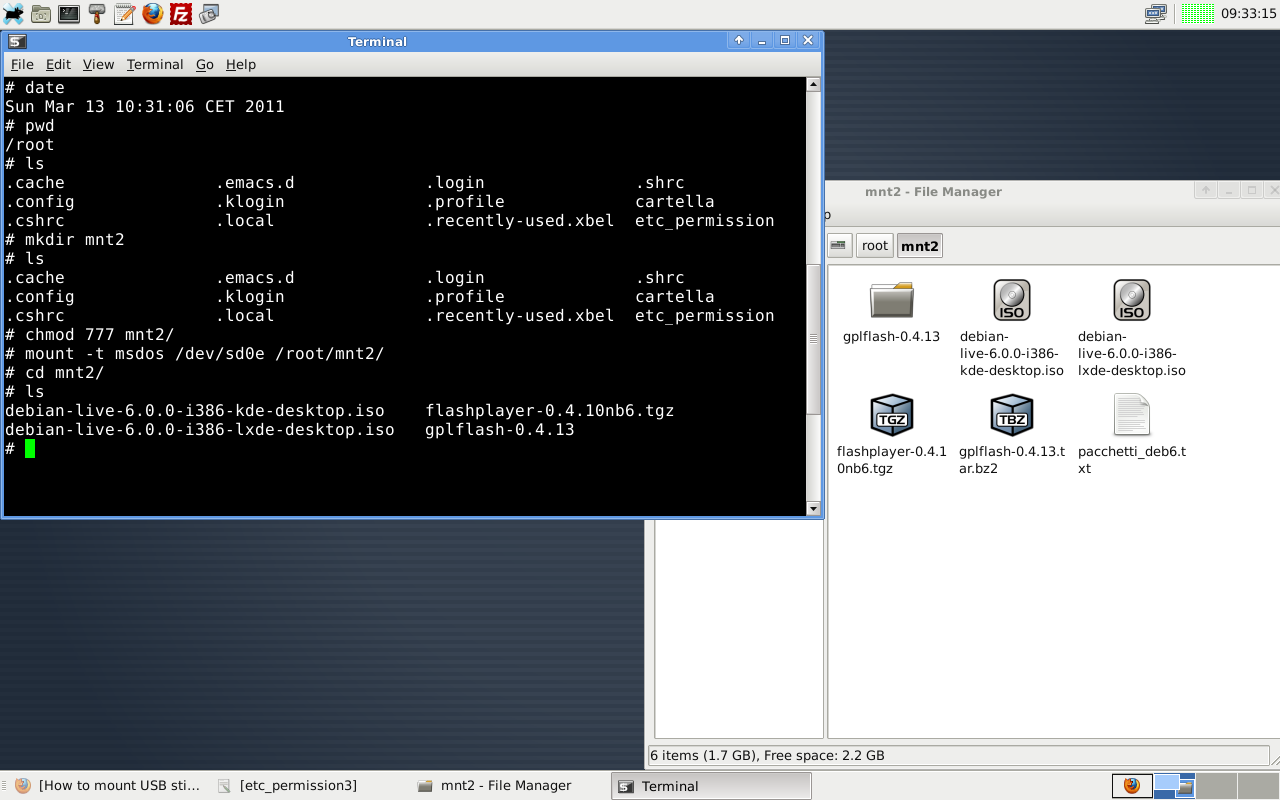
Utilizzo di mount
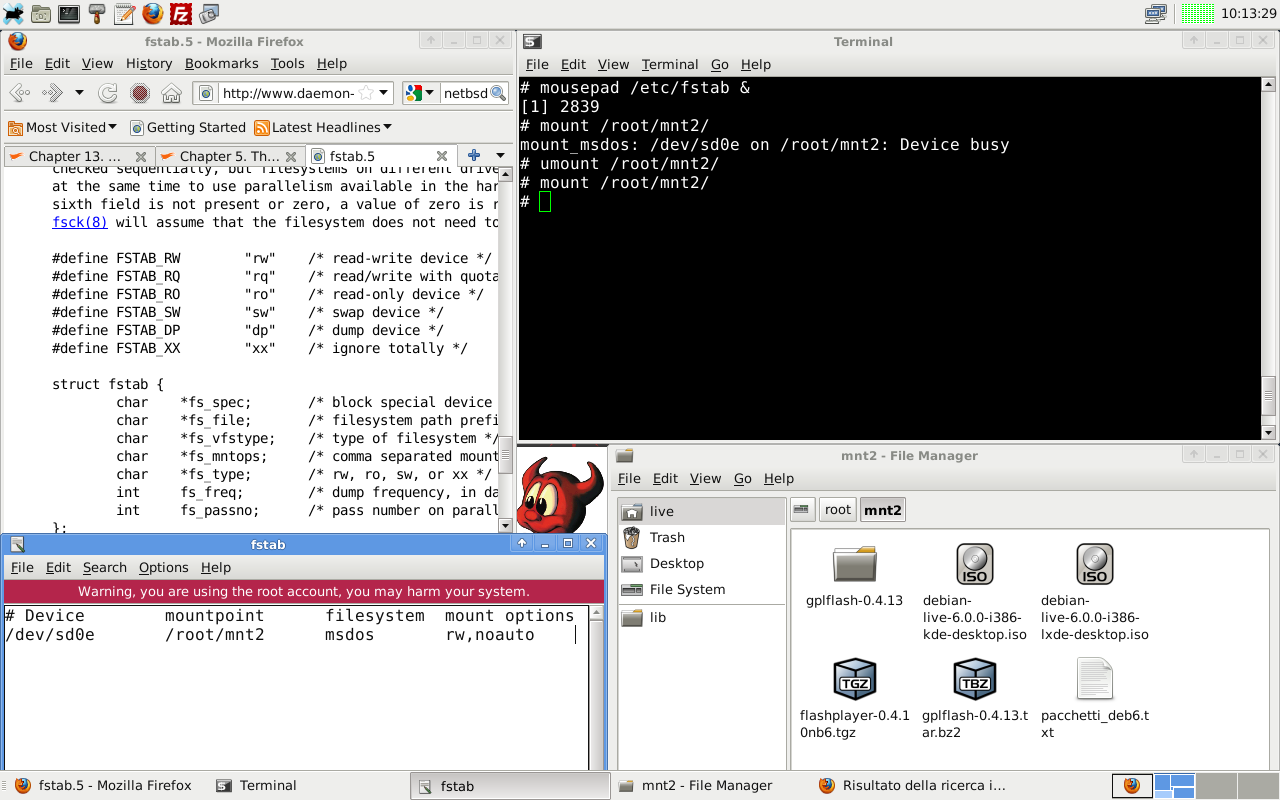
fstab, mount options rw, noauto
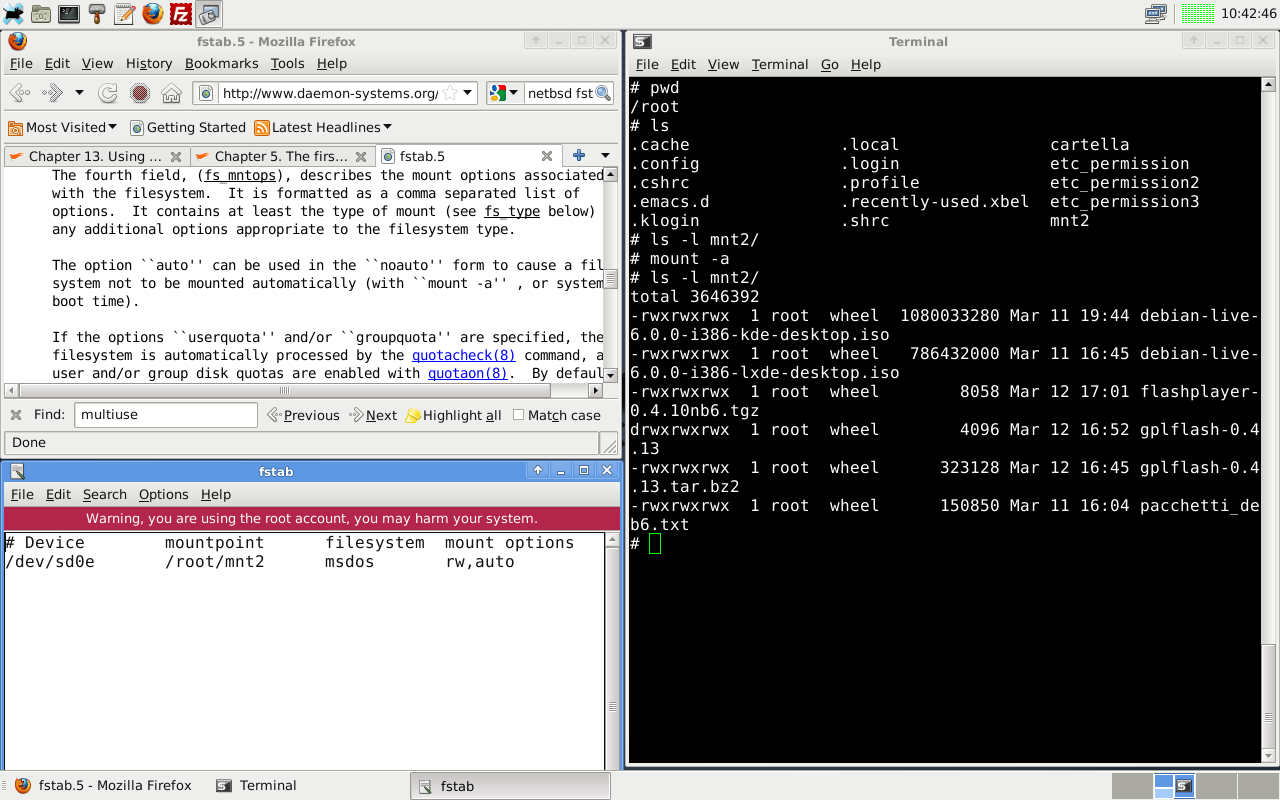
fstab, mount options rw, auto

## Distribuzioni derivate e LiveCD
- Jibbed
- EdgeBSD, su edgebsd.org. URL consultato il 12 dicembre 2014 (archiviato dall'url originale il 13 dicembre 2014).